# Hodgsons paapje
Hodgsons paapje (Saxicola insignis) is een zangvogel die behoort tot de familie vliegenvangers. Deze soort komt voor in Midden-Azië. De soort werd in 1847 door de gebroeders Gray beschreven en vernoemd naar Brian Houghton Hodgson die de vogel vanuit Nepal in een uitgebreide collectie opgestopte zoogdieren en vogels opstuurde naar het British Museum.

## Herkenning
De vogel is 17 cm lang, aanmerkelijk groter dan de roodborsttapuit (11,5 tot 13 cm lang), waar de vogel verder sterk op lijkt. Het mannetje heeft een witte keel (de roodborsttapuit is donker op de keel) en dit wit loopt door tot ver in de hals (bij de roodborsttapuit is het achterste deel van de hals zwart). Verder heeft de vogel een grote witte vlek op de vleugel, veel groter dan de vleugelstreep bij de roodborsttapuit. Het vrouwtje is roodbruin met een licht gekleurde wenkbrauwsteep.

## Verspreiding en leefgebied
Deze soort broedt in berggebieden in Mongolië en aangrenzende gebieden in Rusland. Het is een trekvogel die 's winters wordt gezien in West-China, Nepal, Bhutan en India. Het broedgebied ligt in de alpiene zone, tijdens de trek kan de vogel voorkomen tot op 4500 m boven zeeniveau. De overwinteringsgebieden liggen in laagland onder de 250 m in graslanden langs rivieren en suikerrietvelden.

## Status
De grootte van de populatie werd in 2016 door BirdLife International geschat op 2,5 tot 10 duizend volwassen individuen en de populatie-aantallen nemen af door habitatverlies. Vooral de overwinteringsgebieden worden aangetast door ontwatering en omzetting in gebied voor intensief agrarisch gebruik. Om deze redenen staat deze soort als kwetsbaar op de Rode Lijst van de IUCN.